# Circuito lineare
Il circuito lineare, in elettrotecnica ed elettronica, è un circuito elettrico in cui la relazione costitutiva tra le grandezze elettriche in uscita (risposte) e quelle in ingresso (ingressi) è una funzione lineare. La linearità si ha sia che si tratti di una relazione algebrica, come nel caso dei resistori lineari, sia che si tratti di una relazione differenziale, come nel caso dei condensatori e induttori lineari, in caso contrario si parla di circuito non lineare.

## Descrizione
Un sistema lineare rispetta il principio di sovrapposizione, ovvero si può calcolarne le uscite,come somma lineare delle singole risposte ai vari ingressi, presi uno alla volta. Ciò permette di semplificare enormemente lo studio dei sistemi lineari rispetto a quelli non lineari, dove cioè, le uscite dipendono dalla combinazione non lineare degli ingressi, che vanno perciò studiati tutti simultaneamente. L'esistenza di un termini di correlazione che dipendono contemporaneamente da più ingressi del sistema, impedisce di scomporre il problema iniziale in sotto-problemi simili più semplici. Inoltre, se la variabile causa è una funzione sinusoidale con una certa frequenza, l'uscita è ancora una funzione sinusoidale della stessa frequenza, non necessariamente caratterizzata dalla stessa fase e ampiezza.
Nei casi pratici, non esistendo nella realtà alcun circuito realmente lineare, si intende con lineare un circuito che si comporta in modo ragionevolmente lineare nel campo di applicazione per il quale si intende utilizzarlo. Esempi di circuiti non lineari per i quali l'aspetto non lineare è spesso necessario al suo corretto funzionamento, sono quelli che contengono componenti elettronici quali diodi, i transistor e valvole termoioniche.
In elettronica le variabili causa sono le variabili di ingresso e le variabili effetto quelle di uscita, che possono essere segnali di tensione o corrente impressi da un generatore. I componenti di un circuito lineare possono essere attivi o passivi: mentre i componenti passivi sono generalmente lineari, quelli attivi possono essere considerati lineari solo per piccole variazioni delle variabili, diventando per esempio non lineari e presentando saturazione, per ampiezze che superano certe soglie. 
Nello studio dei circuiti lineari sono importanti il teorema di Thévenin ed il teorema di Norton, che permettono di semplificare problemi complessi. I problemi classici affrontati nella teoria dei circuiti lineari sono i circuiti RC, RL e RLC, per i quali si studia l'evoluzione libera e in presenza di termini forzanti: in quest'ultimo caso sono usati importanti strumenti matematici, come la trasformata di Laplace e i teoremi dei limiti e di convoluzione.
Un esempio tipico di sistema elettronico lineare, è quello di un amplificatore lineare. Essendo impossibile costruire circuiti che si comportino in maniera perfettamente lineare per qualsiasi valore di frequenza, vengono considerati lineari gli amplificatori in cui il modulo della risposta in frequenza è ragionevolmente costante all'interno di un prefissato campo di frequenze, detto banda passante. Per segnali che non superino i suoi limiti di linearità, è allora possibile prevedere l'uscita come somma delle uscite prodotte amplificando le diverse frequenze presenti nel segnale d'ingresso, e quindi prevedere che la forma del segnale d'uscita è una copia amplificata di quella d'ingresso, indipendentemente dalla frequenze presenti.